# Великий шифр
Великий шифр (фр. Grand Chiffre) — шифр, розроблений криптологом Антуаном Россіньйолем і його сином Бонавентуром Россіньйолем.

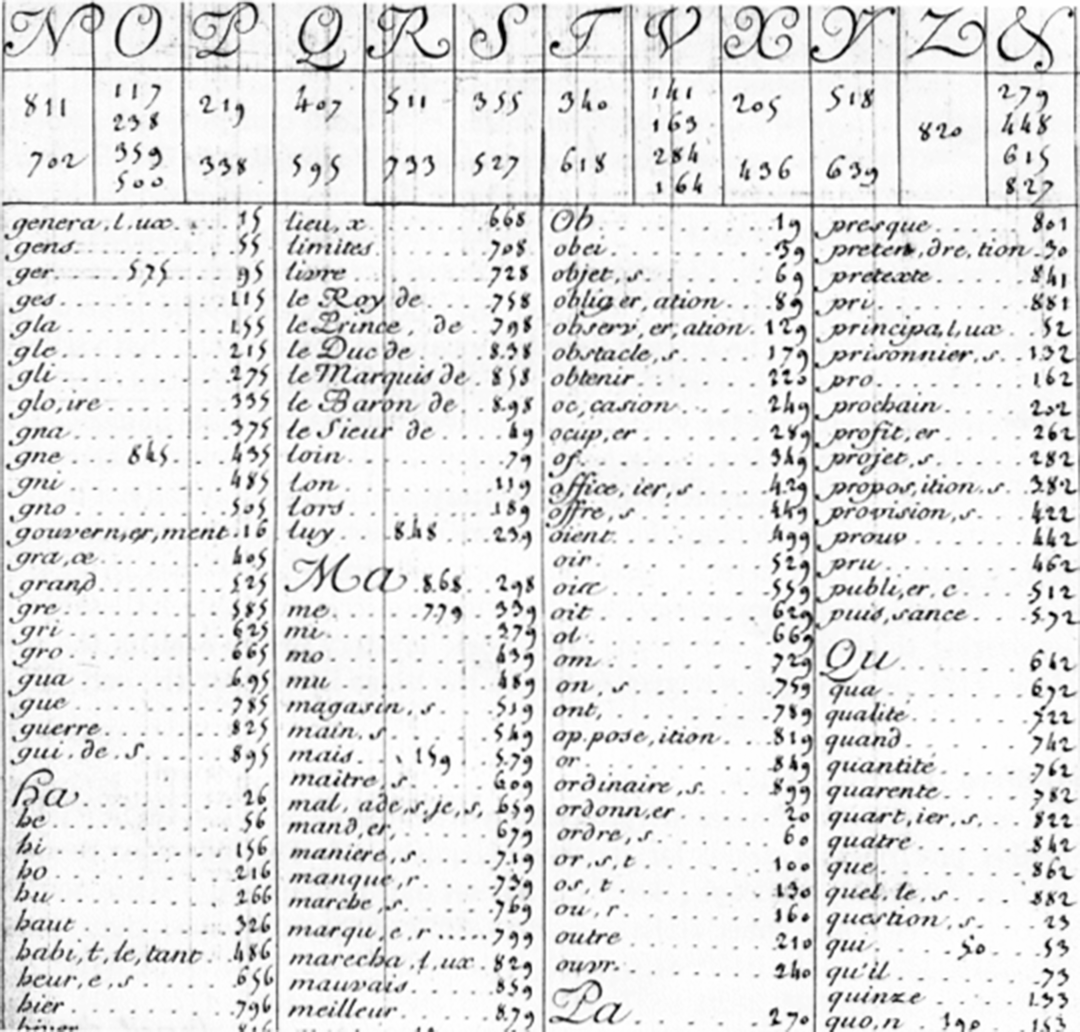
Один з Номенклаторів, що використовував для шифрування Великий шифр. 1690 рік.

Шифр використовував 587 різних чисел і був настільки сильний, що протягом багатьох століть ніхто не міг зламати його, поки це не зробив офіцер французької армії, криптограф Етьєн Базері в 1893 році на прикладі одного листа військового міністра Лувуа королю Людовіку XIV. Він зрозумів, що кожне число кодує не одну букву, а цілий склад. Базері припустив, що послідовність 124-22-125-46-345 кодує слово «les ennemis» (вороги), і, відштовхуючись від цієї інформації, зміг розшифрувати весь текст.